# Serge Vinçon
Serge Vinçon (* 17. Juni 1949; † 16. Dezember 2007 in Paris) war ein französischer Politiker.

## Leben
Vinçon war ein Collège Lehrer. 1981 wurde das UMP-Mitglied zum Bürgermeister von Saint-Amand-Montrond gewählt, der französischen Partnergemeinde Nottulns. Das Amt hatte er bis zu seinem Tod inne. Am 24. September 1989 wurde er erstmals in den Senat gewählt, am 27. September 1998 wurde er in seinem Amt bestätigt. Ab 2002 war Vinçon Vorsitzender des Außen- und Verteidigungsausschusses des Senats. Zudem war er Vizepräsident des Senats. Er starb im Dezember 2007 nach langer schwerer Krankheit im Militärkrankenhaus Val-de-Grâce in Paris.